# Pontus Engblom
Pontus Engblom, född 3 november 1991 i Sundsvall, är en svensk fotbollsspelare som spelar för GIF Sundsvall. Han har tidigare spelat för bland annat AIK i Allsvenskan samt Haugesund i Norges högsta liga. 
Engblom blev den 500:e AIK-spelaren någonsin då han spelade 10 minuter i matchen mot Gefle IF den 25 maj 2009.

## Klubbkarriär
Engbloms moderklubb är IFK Sundsvall där han säsongen 2008 gjorde 26 mål på 21 matcher i division 3 Norrland. Inför säsongen 2009 skrev han på ett treårskontrakt för AIK. På grund av dålig speltid blev han under 2009 och 2010 utlånad till Västerås SK och farmarklubben Väsby United. Den 28 mars 2011 blev det klart att Engblom förlängt sitt kontrakt med AIK fram till 2013 samtidigt som han lånas ut till GIF Sundsvall under 2011.
Den 9 juli 2012 bekräftade båda AIK och norska FK Haugesund att Pontus Engblom har skrivit på ett kontrakt över 3,5 år. Han anslöt till klubben 16 juli.
Inför säsongen 2017 skrev han ett tvåårskontrakt med norska Strømsgodset IF. I februari 2018 värvades Engblom av Sandefjord.
Den 16 januari 2020 värvades Engblom av GIF Sundsvall, där han skrev på ett femårskontrakt. Säsongen 2020 vann han skytteligan i Superettan med sina 20 mål på 30 matcher. I juni 2024 förlängde Engblom sitt kontrakt i klubben fram över säsongen 2026.